# Лодыженский, Юрий Ильич
Юрий Ильич Лодыженский (22 февраля 1888, имение Александровское-Чашниково Зубцовского уезда Тверской губернии, — 25 июля 1977, Рио-де-Жанейро, Бразилия) — русский медик, общественный и политический деятель.

## Биография
Происходил из старинного дворянского рода. Родился в семье полковника Ильи Александровича Лодыженского (1855—1905) и Александры Дмитриевны Лодыженской (урожд. Бырдиной) (1860—1942). 
Племянник вологодского губернатора действительного статского советника А. А. Лодыженского и двоюродный брат мемуариста А. А. Лодыженского. 
Окончил гимназию св. Анны в Петербурге. В 1907 году поступил в Военно-медицинскую академию, которую окончил в 1912 году. В 1913—1914 годах работал в Ортопедическом институте в Петербурге.
С началом Первой мировой войны был мобилизован. Служил младшим врачом в 11-м Финляндском стрелковом полку. В конце ноября 1914  года был переведен в Кавказскую туземную конную дивизию. В 1915 году назначен начальником создававшегося лазарета Красного Креста им. Великого князя Михаила Александровича в Киеве. Руководил лазаретом во время мировой войны, революции и Гражданской войны до занятия Киева белыми войсками в 1919 году.
Выехал в Ростов, откуда с отступавшей белой армией выехал в Новороссийск. Был командирован управлением РОКК в Женеву для установления связи с Международным комитетом Красного Креста. Сделав доклад о Женевуработе Красного креста во время гражданской войны в России, вернулся в контролируемый Врангелем Крым, но вскоре эвакуировался из Крыма с белой армией.
В 1921—1926 годах работал представителем РОКК при МККК в Женеве. После убийства Воровского, участвовал в защите Аркадия Полунина и Мориса Конради.
В 1924 году вместе со швейцарским адвокатом Теодором Обером основал «Международное антикоммунистическое соглашение» («Международная антикоммунистическая лига», «Лига Обера», фр. Entente Internationale Anticommuniste). 
Обер стал ее председателем, а Лодыженский — генеральным секретарем. Организация противодействовала установлению дипломатических отношений с СССР, распространяла информацию о красном терроре, способствовала взаимодействию антикоммунистических сил. Одной из задач «Лиги Обера» был сбор максимально полной и достоверной информации о структуре и деятельности Коминтерна его финансировании, планах и методах и придание этому гласности. Деятельность организации продолжалась до 1950 года.
Делегат Российского зарубежного съезда 1926 в Париже от русской эмиграции в Швейцарии. В 1933 основал Международную комиссию «Pro Deo» в помощь жертвам гонений за веру в СССР и других странах. Ю. Лодыженский стремился привлечь внимание общественных, религиозных и политических кругов к антихристианской сущности коммунистического учения. Выступал в Париже, Лионе, Страсбурге, Брюсселе и других городах с многочисленными докладами о религиозных гонениях в СССР. После прекращения деятельности EIA в 1950 году около года работал в Испании секретарем великого князя Владимира Кирилловича. 
В 1952 поселился в Бразилии. Представитель Кулаевского фонда и долголетний председатель Литературно-исторического кружка в Сан-Паулу. Публиковался в «Часовом», «Русской мысли».
После Второй мировой войны жил в Бразилии в Сан-Паулу, умер в Рио-де-Жанейро.

## Семья
- Жена — Антонина (Нина) Алексеевна Богаевская (1888—1959, Бразилия), дочь полковника Алексея Алексеевича Богаевского и жены его Анны Александровны, закончила Смольный институт благородных девиц в Петербурге в 1905 году (выпуск 73).
  - Дочь — Анна (1914—1988, Бразилия)
  - Сын — Владимир (1917—2007, Германия)
  - Сын — Юрий (1922—2013)[1]

- Брат — Владимир (1880—16 января 1915)[2], подполковник Чеченского конного полка Кавказской туземной конной дивизии. Погиб в бою[3].
- Сестра — Екатерина Ильинична (1881—1964), была замужем за Н. Я. Чистовичем,
- Брат — Илья (1883—?). Окончил Морской кадетский корпус (1905). С марта 1917 года командовал линкором «Андрей Первозванный». Капитан 1 ранга.  С 1919 года служил в Русской армии адмирала А. В. Колчака. По одним данным, умер от тифа в 1920 году в Маньчжурии, по другим (по сведениям Г. К. Графа) — в 1930-х — начале 1940-х гг. был сотрудником Лиги Наций[4].
- Брат — Александр Ильич Лодыженский (1890 — 2 июля 1954, Сан-Пауло, Бразилия), публицист и общественный деятель [2]. В Первую мировую войну ушел добровольцем в качестве уполномоченного Красного Креста при Кавказской туземной конной дивизии. Во время Гражданской войны занимал пост начальника министерства торговли и промышленности у А. И. Деникина. В эмиграции в Бразилии, создал антикоммунистический центр – «Совещание православных национальных деятелей».

## Сочинения
- La terreur rouge. 1922.
- La Russie En 1930. L’action Paroissiale, Montréal, 1931.
- Nos frères catholiques sous la Croix en Espagne. 1937.
- Мои встречи с Горьким, Короленко и Шмелевым. // Сборник литературно-историческаго кружка в Сан-Пауло, 1951—1961.
- От Красного Креста к борьбе с коммунистическим Интернационалом. М. : Айрис-пресс, 2007.
- Face au communisme (1905—1950). 2009.
- Некоторые бумаги Ю. И. Лодыженского хранятся в Музее Русской Культуры в Сан-Франциско, а их копии на микрофильмах в Гуверовском институте[5].